# Pizza Pizza
Pizza Pizza – kanadyjska sieć pizzerii, z ponad 500 punktami, głównie na terenie prowincji Ontario.

## Największa nieamerykańska
Inwazja amerykańskich pizzerii na obszarze Kanady nie zostawia zbyt wiele marginesu lokalnym inicjatywom. Giganty sieciowe w rodzaju Pizza Hut czy Domino’s Pizza skutecznie blokują miejscową konkurencję, aczkolwiek przy systemie franczyzowym zastanawianie się pod jaką narodową flagą działa dana firma jest niezbyt sensowne. Uznanie, że największą dzisiaj kanadyjską siecią pizzerii jest Pizza Pizza oznacza, że zrodzona została z kapitału, którego właścicielem był (i jest nadal) Kanadyjczyk.
Michael Overs otworzył w grudniu 1967 roku w centrum Toronto pizzerię o niezbyt wymyślnej ale skutecznej nazwie Pizza Pizza. W 40 lat później stworzona przez niego sieć obejmowała już około 350 restauracji (505 uwzględniając lokale nierestauracyjne) na terenie prowincji Ontario, z czego ponad setka znajduje się w tzw. Wielkim Toronto, bijąc pod tym względem pozostałych konkurentów, przede wszystkim amerykańskich. Założyciel sieci zmarł w marcu 2010, firmę przejął jego zięć - Paul Goddard.
W latach 80. Pizza Pizza otworzyła wiele nowych punktów w Quebeku, głównie w okolicach Montrealu, ale w następnej dekadzie większość z nich nie przetrwała. Ponowną próbę ponowiono udanie w 2009. Z kolei podbój zachodniej Kanady (głównie prowincji Alberta) rozpoczął się w 2004 poprzez przejmowanie upadających tam pizzerii. Pizza Pizza przejęła wówczas sieć Pizza 73 (53 lokale) i utrzymuje mniejsze placówki tworzone przy studenckich kampusach lub arenach sportowych. 
W 2005 Pizza Pizza otworzyła pierwsze punkty podległej sobie, niewielkiej sieci Chicken Chicken, specjalizującej się w szybkich potrawach z drobiu. Nie było to posunięcie zbyt ryzykowne, ponieważ nowe lokale nie istnieją niezależnie, a wyłącznie w tych miejscach, gdzie już funkcjonują punkty Pizza Pizza.
Sieć zatrudnia 4 tysiące ludzi, w tym wielu pracujących z domu, jako operatorzy telefonicznych zamówień. Firma realizuje rocznie blisko 30 milionów takich zamówień. Kwatera główna znajduje się przy Jarvis Street w Toronto. 
Koszt franczyzy w sieci Pizza Pizza wynosi ok. 30 tysięcy dolarów, ale do uzyskania finansowania wystarczy 35% tej sumy jako zadatek. Następnie firma wymaga odprowadzania do niej 6% zysków od sprzedaży netto w wymiarze tygodniowym. Oferuje pomoc w uzyskaniu lokalu, modernizacji i wszelkiej logistyce. Średnia powierzchnia lokalu powinna wynosić 2.500 stóp kwadratowych i posiadać przestrzeń na 40 miejsc siedzących. 

## Menu
Boczek, suche salami rodzaju pepperoni oraz pieczarki stworzyły standard „kanadyjskiej pizzy”, aczkolwiek ta sama kombinacja w Quebeku nosi nazwę „Québécois pizza”. Oprócz niej Pizza Pizza oferuje 35 rozmaitych składników pizzy czyli „toppings” (m.in. owoc mango i filadelfijski stek) oraz kilka ciekawych rodzajów kanapek. Jako pierwsi w Kanadzie wprowadzili do menu ananasy.

## Konkurencja za plecami
W południowym Ontario Pizza Pizza radzi sobie najskuteczniej z konkurencją, której w tym sektorze żywienia nie brakuje. W odpowiedzi na jej zakusy w prowincjach atlantyckich i zachodnich, z atakiem na Ontario wystąpiły trzy inne sieciowe pizzerie kanadyjskie: Greco, Panago i najbardziej widoczna Boston Pizza, która ma blisko 350 restauracji we wszystkich prowincjach kanadyjskich i połowie stanów amerykańskich.
Dodatkowo od lat kanadyjski rynek podbijają giganty ze Stanów Zjednoczonych: Pizza Hut (jedna z największych sieci restauracyjnych na świecie – 34.000 punktów), Domino’s Pizza (8 tysięcy lokali w 54 krajach) czy Little Caesars.

## Numer, który znają wszyscy
Sukces firmy Pizza Pizza polegał w pierwszym rzędzie na posłużeniu się skutecznymi technikami marketingowymi. Historyczną karierę zrobiła reklama numeru telefonu do dyspozytury firmy. Wyśpiewywany do znudzenia w radiu numer 9-6-7-11-11 posiadał zręczny, wpadający w ucho rym pomiędzy „seven” a „eleven-eleven”. Wystarczyło posłuchać melodii, a numer podświadomie wpadał do głowy. Nadawany bez ustanku w mediach spowodował, że ludzie bezwiednie zapamiętywali go na pamięć, a firma do dzisiaj twierdzi, że był to najskuteczniejszy chwyt w osiągnięciu dominacji na lokalnym rynku pizzy. Tym bardziej skuteczny, ze klientom odpowiadał pomysł jednego centralnego numeru, pod którym składano zamówienia, i z którego wychodziło polecenie realizacji przez pizzerię w najbliższym sąsiedztwie zamawiającego. Była to innowacja, po którą błyskawicznie sięgały inne firmy sieciowe. Po wielu bezskutecznych próbach numer „967-1111” (i jego warianty) został w końcu zastrzeżony przez Federalny Sąd Apelacyjny jako trwały znak handlowy firmy Pizza Pizza.
Chwytliwy numer telefonu może mieć jeszcze jedno zastosowanie. Znany, kontrowersyjny amerykański reżyser filmowy Michael Moore w książce Downsize This! doradza anegdotycznie nielegalnym imigrantom, którzy próbują przemycić się ze Stanów do Toronto, aby zapamiętali ten numer na pamięć, jako idealny dowód ich „kanadyjskości”. Podobno dlatego, że przy odprawie paszportowej jednym z pytań testujących rzekomych mieszkańców Toronto jest pytanie o ten właśnie numer. 
Oprócz przebojowego telefonu Pizza Pizza szczyci się pierwszeństwem w innych obszarach reklamy. Uważa, że należy do pionierów m.in. w umieszczaniu reklam na grzbietach ksiąg telefonicznych i drukowaniu kuponów zniżkowych na rachunkach za parking.
W 1979 roku Pizza Pizza stworzyła własny, bezprecedensowy, świetnie skomputeryzowany system zamówień połączony z wcześniejszym systemem telefonicznym, który na dłuższy czas pozostawiał konkurencję w tyle jeśli chodzi o precyzję i szybkość realizacji zamówienia. Dzisiaj system zezwala już na to, że osoby przyjmujące zamówienia pracują przy komputerze we własnych domach. Inny rodzaj promocji to losowanie wizytówek, które klienci zostawiają w pizzerii po posiłku. Nagrodami są zwykle karty klubowe, vouchery o wartości 50 dolarów.

## Kibice jedzą za darmo
Osobny dział marketingu tworzą promocje sportowe, niektóre dość zaskakujące. Np. zawsze gdy hokeiści z Ottawa Senators strzelą sześć (dawniej pięć) bramek na swoim lodowisku, widzowie mogą wymienić następnego dnia swoje zużyte bilety na darmową pizzę w wyznaczonych lokalizacjach sieci. W sezonie 2005-2006 zdarzało się to na tyle często, że trzej czołowi napastnicy Ottawa Senators ochrzczeni zostali przez media przydomkiem „Pizza Line”.
Podobne promocje można spotkać w Montrealu i w Toronto. Jeśli np. hokeiści z Toronto Marlies zdobędą przynajmniej pięć bramek w meczu, wszyscy widzowie dostają darmową pizzę. To samo Pizza Pizza funduje kibicom, jeśli koszykarze z Toronto Raptors zdobędą u siebie 100 pkt, a baseballiści z Blue Jays wywalczą 7 wyautowań pałkarza („strikeouts”) niezależnie od wyniku meczu.